# Magnus von Eberhardt
Magnus von Eberhardt, né le 6 décembre 1855 et décédé le 24 janvier 1939 est un officier prussien, général d'infanterie qui participe à la Première Guerre mondiale. Il commande plusieurs corps d'armée avant de prendre le commandement de la 1re armée allemande dans les derniers jours du conflit. Au cours du conflit, il participe aux combats en Alsace au début de la guerre, puis participe à la bataille du mont Kemmel en avril 1918. Il reçoit le Pour le Mérite avec feuilles de chêne, il est Chevalier de la Justice de l'Ordre de Saint-Jean.

## Biographie

### Début de carrière
Magnus von Eberhardt, né le 6 décembre 1855, est le fils de Heinrich von Eberhardt (1821–1899), général de l'armée prussienne. Ses deux frères cadets choisissent aussi la carrière militaire : Gaspard (1858–1928) et Walter von Eberhardt (1862-1944). Il fait partie du corps des cadets et intègre le 23 avril 1874 le 93e régiment d'infanterie avec le grade de sous-lieutenant où il sert au sein d'une compagnie. À partir de novembre 1875, il occupe un poste de capitaine-adjudant d'un bataillon. Du 12 septembre 1878 jusqu'au 20 juillet 1881 puis étudie à l'Académie de guerre de Prusse à Berlin, où il obtient la qualification pour des postes à l'état-major général. Il réintègre ensuite le 93e régiment d'infanterie. Le 20 juillet 1882, il est accepté dans le 3e régiment à pied de la Garde à Berlin. Il est promu lieutenant le 29 août 1883. von Eberhardt devient adjudant le 25 janvier 1887 à l'état major de la 4e brigade d'infanterie de la garde à Berlin, il est promu capitaine le 22 mars 1889. Le 22 mai 1889, il devient commandant de compagnie au sein du 3e régiment d'infanterie de la Garde. Il sert ensuite à l'état-major à Berlin du 17 juin 1890 au 7 octobre 1891.

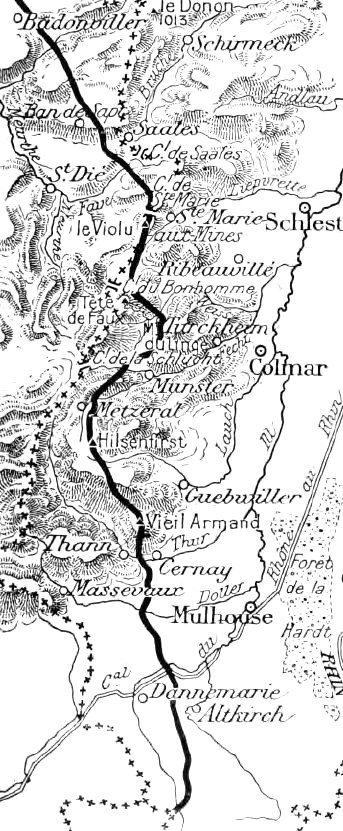
Stabilisation du front des Vosges à l'issue de la bataille de Mulhouse, 1915-1918.

Le 8 octobre 1891, von Eberhardt devient chef d'état major de la 8e division d'infanterie à Erfurt. Entre le 1er février 1894 et le 20 avril 1898 il a un poste au ministère de la guerre prussien, au cours de cette période il est promu major. Le 21 avril 1898, il commande un bataillon du 12e régiment de grenadiers à Francfort-sur-l'Oder. Le 26 septembre 1900, il est muté à l'état-major à Berlin, il obtient le grade de lieutenant-colonel le 18 avril 1901. Le 24 février 1903, von Eberhardt est nommé chef d'état major du 10e corps de réserve à Hanovre, il est promu colonel le 18 avril 1903. Il dirige ensuite du 31 mai 1904 au 4 avril 1907 le régiment de fusiliers de la Garde à Berlin, puis est nommé chef d'état-major de la garde. Le 11 septembre 1907, il est promu général de division. Le 5 janvier 1911, il commande la 19e division d'infanterie à Hanovre, il obtient le grade de lieutenant-général le 27 janvier 1911. Le 22 mars 1913, il est nommé gouverneur militaire du Bas-Rhin, à Strasbourg.

### Première Guerre mondiale

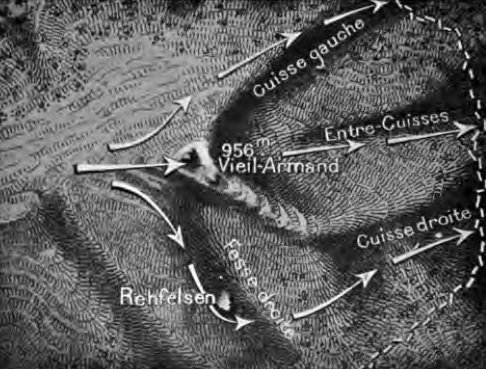
Attaque française sur le Hartmannswillerkopf (Vieil-Armand), 21 décembre 1915. Guides Illustrés Michelin des Champs de Bataille (1914–1918), 1920.

Au déclenchement de la Première Guerre mondiale, von Eberhardt est nommé général d'infanterie le 18 août 1914, en tant que gouverneur militaire de Strasbourg il est responsable de la partie nord du Haut-Rhin. Il est à la tête de troupes disparates, la 30e division de réserve, la division d'infanterie de réserve bavaroise et plusieurs brigade de Landwehr. Avec ces troupes, von Eberhardt participe au sein de la VIIe armée aux combats autour de Nancy et Épinal. Le 1er septembre 1914, les troupes sous ses ordres sont regroupées sous le nom de Corps Eberhardt au sein du groupe d'armées de Falkenhausen et combattent dans la bataille des Vosges. Son corps d'armée est ensuite renommé XVe corps d'armée de réserve le 1er décembre 1914. Von Eberhardt participe à la reconquête de la plaine d'Alsace (en partie conquise par les troupes françaises en août 1914 lors de la bataille de Mulhouse). Il dirige ensuite à partir du 16 octobre 1916, le Xe corps de réserve. Il reçoit la médaille Pour le Mérite en mai 1917. Il obtient les feuilles de chêne pour la prise du Mont Kemmel, en Flandre occidentale, en avril 1918. Le 6 août 1918, il succède au Generaloberst Max von Boehn comme commandant de la VIIe armée en position sur la ligne Siegfried au sud-ouest de Laon et participe à la bataille défensive de la Serre. Le 8 novembre 1918, Eberhardt remplace le général d'infanterie Otto von Below à la tête de la Ire armée et supervise sa démobilisation.

### Après guerre
En 1919, von Eberhardt est nommé à la défense de la province de Prusse-Orientale en tant que commandant des Forces de défense terrestres du Kulmerland, région frontalière de la Prusse-Occidentale revendiquée par la Pologne depuis que celle-ci a recouvré son indépendance en novembre 1918. Mais, au printemps 1919, les troupes allemandes sont obligées de se retirer derrière la Wkra en abandonnant ce territoire. 
Von Eberhardt meurt à Berlin le 24 janvier 1939 à l'âge de 83 ans. Il est enterré dans le cimetière des Invalides.

## Honneurs et distinction
- Ordre de la Couronne de 2e classe
- Médaille militaire de service
- Ordre d'Henri le Lion
- Ordre de Philippe le Magnanime
- Ordre du Griffon
- Ordre du Mérite militaire
- Ordre du Sauveur
- Ordre d'Orange-Nassau
- Ordre de la maison d'Orange
- Ordre de Sainte-Anne 2e classe
- Ordre de la Couronne de Thaïlande
- Ordre protestant de Saint-Jean
- Croix de fer (1914) 1re et 2e classe
- Pour le Mérite le 20 mai 1917, avec feuilles de chêne le 25 avril 1918
- Ordre de l'Aigle rouge 1re classe avec feuilles de chêne et épées